# Честитамо: 50 година Песме Евровизије
Честитамо: 50 година Песме Евровизије био је телевизијски програм који је организовала Европска радиодифузна унија (ЕРУ) у част педесете годишњице Песме Евровизије и да би се одредио најпопуларнији учесник на такмичењу за ових педесет година. Водитељи су били Катрина Лесканич и Ренар Кауперс, догађај је одржан на Форуму у Копенхагену 22. октобра 2005. Домаћин је био дански емитер ДР. Четрнаест песама из првих пола века такмичења, изабраних путем интернет анкете и од стране жирија, учествовало је у такмичењу.
Тридесет и једна земља чланица ЕРУ-а је преносила концерт (нису Француска, Италија и Уједињено краљевство), а телегласање и жирији у овим земљама су одлучили о победнику. Током директног преноса добијено је укупно 2,5 милиона гласова. Победила је шведска група АББА, која није присуствовала, са песмом „Ватерло“; бенд је првобитно победио на такмичењу за Шведску 1974.
ЕРУ је објавила два дупла албума CD-а са песмама Евровизије из претходних педесет година. Издата су и два ДВД-а са оригиналним евровизијским извођењима ових песама.

## Организација
У новембру 2002. Јирген Мејер-Бер из Референтне групе ЕРУ-а најавио је планове за организовање посебног јубиларног програма 2005. за прославу 50. годишњице такмичења за Песму Евровизије. У то време није најављен ниједан емитер домаћин, а наводно су потенцијални домаћини били немачки емитер Norddeutscher Rundfunk (НДР) и холандска радиодифузна организација Nederlandse Omroep Stichting (НОС).

### Промена емитера домаћина
У јуну 2004. године, ЕРУ је најавила да ће одржати концерт за прославу педесет година такмичења. Догађај је требало да се одржи 16. октобра 2005. у Royal Albert Hall-у у Лондону. Би-Би-Си је требало да буде домаћин концерта. Royal Albert Hall је наводно био недоступан, па је у августу 2004. ЕРУ најавио да ће дански ДР уместо тога организовати догађај. Супервизор такмичења за Песму Евровизије Сванте Стокселиус рекао је да је претходно искуство Данске у организацији догађаја Евровизије (2001. и првог Дечјег такмичења за песму Евровизије 2003.) било утицајно на избор уније. Догађај је носио кодни назив Екстраваганца.
Победница Евровизије 1998. Дана Интернешонал, која се појавила на догађају, касније је сугерисала да је разлог за промену земље домаћина такође чињеница да је Би-Би-Си желео да представи емисију "са хумором" као да се подсмева Такмичењу, идеја која се показала мање популарном код ЕРУ-а. Би-Би-Си на крају није емитовао емисију из Копенхагена и емитовао је сопствени програм поводом 50. годишњице, Boom Bang-a-Bang: 50 година Евровизије, у мају 2006. Програм је садржао архивске снимке и најзанимљивије тренутке са прошлих такмичења, заједно са извођењем Даза Сампсона те године у Великој Британији, а домаћин је био Тери Воган.

### Избор места и домаћина
Копенхаген је 25. октобра 2004. потврђен као град домаћин догађаја, који је требало да се одржи 22. октобра 2005. У мају 2005. године Congratulations је потврђен као званични назив концерта. Месец дана касније ДР је најавио да ће Форум Копенхаген бити домаћин програма. Изабрано место је претходно било домаћин првог издања Дечје песме Евровизије.
9. септембра 2005. ДР је најавио да ће Катрина Лесканич и Ренар Кауперс водити програм. Лесканич је био певач групе Katrina and the Waves, који је победио на такмичењу за Уједињено Краљевство 1997. Кауперс је певач летонске групе Brainstorm, која је представљала Летонију на њеном дебију на такмичењу 2000. године. Улазнице за догађај пуштене су у продају 22. августа 2005. и распродате су за нешто више од једног сата. Догађају је присуствовало 6.000 гледалаца.

## Учесничке песме
Четрнаест песама се такмичило на овом догађају. У мају 2005. године, ЕРУ је отворила анкету на својој веб страници како би одредила десет песама које ће се такмичити. Бирачи су бирали своје две омиљене песме из сваке од пет деценија: од 1956. до 1965, од 1966. до 1975, од 1976. до 1985, од 1986. до 1995. и од 1996. до 2005. године. Преостале четири песме је одабрала Референтна група ЕРУ.
Дана 16. јуна 2005. објављено је четрнаест изабраних песама, иако није било назнака које су одабране онлајн, а које је изабрала Референтна група. Једанаест од четрнаест песама биле су победнице Евровизије; само "Nel blu, dipinto di blu", "Congratulations" и "Eres tú" (које су све завршиле на прва три места на такмичењу) нису биле победничке песме. Две земље, УК и Ирска, биле су заступљене два пута на листи. Џони Логан, који је два пута победио на такмичењу за Ирску као певач, имао је обе своје песме на листи.

### Први круг
У првом кругу гласале су све, од 31 земаља које су емитовале такмичење. Пет песама пласирале су се у други и последњи круг.
| Бр. | Година | Држава               | Извођач            | Песма                           | Језик       | Место | Бодови |
| --- | ------ | -------------------- | ------------------ | ------------------------------- | ----------- | ----- | ------ |
| 01  | 1968   | Уједињено Краљевство | Клиф Ричард        | Congratulations                 | енглески    | 8     | 105    |
| 02  | 1980   | Ирска                | Џони Логан         | "What's Another Year"           | енглески    | 12    | 74     |
| 03  | 1998   | Израел               | Dana International | "Diva"                          | хебрејски   | 13    | 39     |
| 04  | 1973   | Шпанија              | Mocedades          | "Eres tú"                       | шпански     | 11    | 90     |
| 05  | 1982   | Немачка              | Nicole Seibert     | "Ein bißchen Frieden"           | немачки     | 7     | 106    |
| 06  | 1958   | Италија              | Доменико Модуњо    | "Nel blu, dipinto di blu"       | италијански | 2     | 200    |
| 07  | 1974   | Шведска              | ABBA               | "Waterloo"                      | енглески    | 1     | 331    |
| 08  | 2000   | Данска               | Olsen Brothers     | "Fly on the Wings of Love"      | енглески    | 6     | 111    |
| 09  | 1965   | Луксембург           | France Gall        | "Poupée de cire, poupée de son" | француски   | 14    | 37     |
| 10  | 2003   | Турска               | Sertab Erener      | "Everyway That I Can"           | енглески    | 9     | 104    |
| 11  | 1988   | Швајцарска           | Селин Дион         | "Ne partez pas sans moi"        | француски   | 10    | 98     |
| 12  | 1987   | Ирска                | Џони Логан         | "Hold Me Now"                   | енглески    | 3     | 182    |
| 13  | 1976   | Уједињено Краљевство | Brotherhood of Man | "Save Your Kisses for Me"       | енглески    | 5     | 154    |
| 14  | 2005   | Грчка                | Елена Папаризу     | "My Number One"                 | енглески    | 4     | 167    |

### Други круг
У другом кругу гласале су све, од 31 земаља које су емитовале такмичење.
| Бр. | Година | Држава               | Извођач            | Песма                     | Језик             | Место | Бодови |
| --- | ------ | -------------------- | ------------------ | ------------------------- | ----------------- | ----- | ------ |
| 01  | 1958   | Италија              | Доменико Модуњо    | "Nel blu, dipinto di blu" | италијански језик | 2     | 267    |
| 02  | 1974   | Шведска              | АББА               | "Waterloo"                | енглески језик    | 1     | 329    |
| 03  | 1987   | Ирска                | Џони Логан         | "Hold Me Now"             | енглески језик    | 3     | 262    |
| 04  | 1976   | Уједињено Краљевство | Brotherhood of Man | "Save Your Kisses for Me" | енглески језик    | 5     | 230    |
| 05  | 2005   | Грчка                | Елена Папаризу     | "My Number One"           | енглески језик    | 4     | 245    |

## Резултати
На такмичењу су коришћени и жири и телегласање; оба су имала подједнак утицај на гласање. У првом кругу гласања број песама је смањен на пет. Свака земља је доделила поене од један до осам, затим десет и на крају дванаест за својих десет најпопуларнијих песама. За разлику од самог такмичења, гледаоцима је било дозвољено да гласају за песме које су представљале њихову земљу. Пет најбољих песама је потом подвргнуто још једном кругу гласања, где је додељено само шест поена и више. Гласање није обављено јавно, а резултати су објављени тек после емисије. Песма са највише поена у другом кругу била је победница.

### Први круг

#### 12 поена
Испод је резиме максималних 12 бодова које је свака земља добила у првом кругу:
| Н. | Такмичар                   | Нација(е) дају 12 поена |
| -- | -------------------------- | --- |
| 18 | "Waterloo"                 | Андора, Аустрија, Белгија, Хрватска, Данска , Финска , Немачка , Летонија, Литванија, Монако, Норвешка, Пољска, Португалија, Русија, Србија и Црна Гора, Словенија, Шведска, Украјина |
| 4  | "My Number One"            | Босна и Херцеговина, Кипар, Грчка, Румунија |
| 3  | "Hold Me Now"              | Ирска, Северна Македонија, Малта |
| 2  | "Eres tú"                  | Холандија, Шпанија |
| 1  | "Fly on the Wings of Love" | Исланд |
| 1  | "Everyway That I Can"      | Турска |
| 1  | "Ne partez pas sans moi"   | Швајцарска |
| 1  | "Diva"                     | Израел |

### Други круг

#### 12 поена
Испод је резиме максималних 12 бодова које је свака земља добила у другом кругу:
| Н. | Такмичар                  | Нација(е) дају 12 поена |
| -- | ------------------------- | --- |
| 17 | "Waterloo"                | Андора, Аустрија, Белгија, Данска , Финска, Исланд, Летонија , Монако, Холандија, Норвешка , Пољска , Русија, Словенија, Шпанија, Шведска, Швајцарска, Украјина |
| 6  | "Hold Me Now"             | Хрватска, Ирска, Северна Македонија, Малта, Португалија, Румунија                                                                                               |
| 4  | "My Number One"           | Босна и Херцеговина, Кипар, Грчка, Србија и Црна Гора |
| 3  | "Nel blu, dipinto di blu" | Немачка, Литванија, Турска |
| 1  | "Save Your Kisses for Me" | Израел |

## Емитовање
Догађај је преносило укупно тридесет пет земаља, али је само тридесет и једна учествовала у гласању.

### Земље које нису биле учеснице
Земље које су се раније такмичиле, али нису биле укључене у емитовање или гласање такмичења;
- Белорусија
- Бугарска
- Естонија
- Француска[22]
- Италија[22]
- Луксембург
- Молдавија
- Мароко
- Словачка
- Уједињено Краљевство[22]

## Званични албум
Да би се поклопило са емитовањем програма, европски компилацијски албум за 50. годишњицу под називом The Very Best of the Eurovision Song Contest (познат и као Congratulations: 50 Years of the Eurovision Song Contest), је саставила ЕРУ а објавио CMC International 21. октобра 2005. Компилација је садржала преко 100 песама, укључујући све победнике такмичења за Песму Евровизије од 1956. до 2005. и избор фаворита свих времена, који је подељен на 2 одвојена дупла CD-а: 1956–1980 и 1981–2005. Књижица од 22 странице садржи информације о пријавама, такмичарима и местима.